# سد آراس
سد آراس (الأذرية: Araz su anbarı؛ الفارسية: سد ارس) هو سد ترابي على نهر آراس على طول الحدود بين إيران وأذربيجان . يقع في اتجاه مجرى نهر بولدشت في مقاطعة أذربيجان الغربية، في إيران ومدينة نخجوان في جمهورية نخجوان ذات الحكم الذاتي، في أذربيجان. الهدف الأساسي من السد هو توليد الطاقة الكهرومائية وإمدادات المياه.

## التاريخ
في 11 آب 1957 م، وُقع بروتوكول بين الاتحاد السوفييتي وإيران في طهران لبناء سد آراس على نهر آراس. وقد حدث هذا في وقت كانت فيه أذربيجان تحت السيطرة السوفييتية. بدأ بناء السد في عام 1963 واكتمل في عام 1970. تم افتتاح السد رسميًا في 28 حزيران 1971 من نائب رئيس الوزراء الإيراني صفي أصفياء ونائب رئيس مجلس الوزراء السوفييتي ميخائيل يفريموف.
تم توقيع بروتوكول تكميلي لاتفاقية الحدود لعام 1954 بين إيران والاتحاد السوفييتي في 7 أيار 1970 في موسكو لإعادة ترسيم الحدود على طول خزان آراس.

## طالع أيضًا
- قائمة محطات الطاقة في أذربيجان[الإنجليزية]